# Parc de Saint-Vrain
Le Parc de Saint-Vrain ou le Monde des animaux sauvages appelée à partir de 1998 le jardin botanique et zoologique et un parc zoologique français situé dans la commune de Saint-Vrain en Essonne. Ouvert en 1974 et fermé en 1999, sa dernière directrice est Laëtitia Wolkonsky issue de la famille des fondateurs, les Rochechouart de Mortemart, et d'une famille princière russe, les Wolkonsky.

## Présentation
Situé en contrebas du château de Saint-Vrain, Charles-René de Mortemart décide de transformer le parc en paysage exotique dans la fin des années 1960. Le parc a été profondément transformé au début des années 1970 pour son ouverture au public le 14 mars 1974. Pensé à l’origine sur le modèle du Woburn Safari Park (en), situé au sein de Woburn Abbey dans le Bedfordshire au Royaume-Uni, sa construction a nécessité des travaux considérables pour créer des étangs artificiels reliés entre eux par un système de canaux et viabiliser le parc en vue qu’il devienne un des sites les plus visités d’Île-de-France. Il offrait dans un premier temps un safari park présentant plus d’un millier d’animaux en semi liberté. Le safari se parcourait en voiture.
Le parc ne cesse de se développer même après l'ouverture au public. On y intègre des félins quelques semaines avant la saison touristique. En même temps une volière gonflable est mise en place. Cette volière qui mesure 10 mètres de large sur 15 mètres de haut est la première volière gonflable au monde. Un safari bateau est rapidement mis en place.
Dès 1981, le parc inaugure une partie dédiée à la Préhistoire où dinosaures et hommes préhistoriques sont exposés. 
Le tout était complété par des explications et des sonorisations. À l'époque, les sites parlant des dinosaures étaient plutôt rares. On peut dorénavant admirer les premières reconstitutions d’animaux préhistoriques en grandeur nature, ainsi qu’une chronologie de l’évolution de l'humanité (avec la participation du Musée de l'Homme). Le Parc de Saint-Vrain propose également une fête foraine. Des théâtres d’automates contant l’histoire du domaine (où vécurent la Comtesse du Barry de 1774 à 1776, les Borghèse au début du XIXe siècle et les Mortemart dès 1870) ainsi que les fables de La Fontaine. La même année l'attraction du safari bateau préhistorique, (indépendante du safari bateau qui offre une vue sur les animaux) propose de naviguer dans de petites rivières avec des paysages sauvages au milieu du parc préhistorique. La promenade durait environ 30 minutes, comme le safari bateau, premier du nom. En 1986 le circuit du monorail est terminé ; cette fois-ci les visiteurs pouvaient voir les animaux de haut pendant 18 minutes.
Ce parc connut un grand succès et comptait dans les meilleures années plus de 600 000 visiteurs par an. Le parc est alors un exemple de site récréatif régional à rencontrer le succès. Ils sont 300 000 en 1991 et en 1996 à arpenter les allées.
En automne 1998, l'ancien parc animalier, « le Monde des animaux sauvages » devient le « jardin botanique et zoologique ». Officiellement, la mutation ne se justifiait que pour mieux répondre aux attentes des clients.
C'est en 1999 que le parc de Saint-Vrain à fermé. Il n'a pas pu rouvrir ses portes au public à la suite de son intégration controversée dans le site classé de la Vallée de la Juine.

## Héritages
Sur le territoire français, ce genre de visite (à pied et en voiture) se rencontre aujourd'hui[Quand ?] au safari de Peaugres (Ardèche), au parc animalier de Thoiry (Yvelines), à Planète Sauvage (Loire Atlantique), au parc zoologique de Plaisance-du-Touch (Haute Garonne) et à la réserve africaine de Sigean (Aude).

## Pour approfondir

### Sources
1. ↑  « Le parc de Saint-Vrain en chute libre » (consulté le 16 septembre 2016)
2. ↑  « WOLKONSKY », sur heirsofeurope.blogspot.fr (consulté le 16 septembre 2016)
3. ↑  Ségolène Royal, Pays, paysans, paysages : La réconciliation est-elle possible ?, Paris, Éditions Robert Laffont, 1993, 222 p. (ISBN 978-2221070468 et 2221070461, OCLC 463631619, lire en ligne).
4. ↑  Alain Monferrand et Jean-François Trichard, La fréquentation des lieux culturels et non culturels, en France métropolitaine, en 1991 et en 1996, FeniXX réédition numérique, Observatoire national du tourisme, 1998, 208 p. (ISBN 9782307484400 et 230748440X, lire en ligne), p. 105.